# Conquesta de Guatemala
La conquesta de Guatemala fou un conflicte que forma part de la colonització espanyola d'Amèrica al territori del que avui és la República de Guatemala, a l'Amèrica Central. Abans de la conquesta, aquest territori comprenia diversos regnes mesoamericans, la majoria dels quals pertanyia a la civilització maia. Molts conqueridors veieren els maies com «infidels» que calia pacificar i convertir a la força al cristianisme, sense tenir en compte les fites de la seva civilització. El primer contacte entre els maies i els exploradors europeus es donà al segle xvi, quan un vaixell espanyol que navegava del Panamà a Santo Domingo naufragà a la costa est de la península de Yucatán el 1511. El 1517 i el 1519 hi hagué diverses expedicions espanyoles que tocaren terra a diferents parts de la costa del Yucatán. La conquesta espanyola del territori dels maies fou un conflicte que s'allargà durant gairebé dos segles per la tenacitat de la resistència dels regnes maies a llur integració a l'Imperi Espanyol.
La tecnologia i les tàctiques espanyoles i nadiues eren molt diferents. Els pobles indígenes de Guatemala no només mancaven d'elements claus de la tecnologia del Vell Món com una roda funcional, cavalls, ferro, acer i pólvora, sinó que també eren molt susceptibles a les malalties del Vell Món contra les quals no tenien cap resistència. Els maies preferien les incursions i l'emboscada a la guerra a gran escala, i empraven llances, fletxes i espases de fusta amb fulles d'obsidiana. Els xinques de la plana costanera del sud empraven fletxes enverinades. En resposta a la cavalleria espanyola, els maies de l'altiplà recorregueren a cavar forats amb estaques de fusta. Els espanyols veieren la presa de presoners com un impediment per a la victòria final; en canvi, els maies donaren prioritat a la captura de presoners vius i l'apropiació de botins.
Pedro de Alvarado arribà a Guatemala a començaments del 1524 al comandament d'una força mixta composta de conqueridors espanyols i dels seus aliats nadius, en la seva majoria de Tlaxcala i Txolula. Els noms geogràfics al llarg de Guatemala tenen topònims en nàhuatl a causa de la influència d'aquests aliats mexicans que també serviren com guies i traductors per als espanyols. A l'inici de la conquesta, els kaqtxikels s'aliaren amb els conqueridors, però aviat s'hi rebel·laren a causa de les excessives exigències tributàries; no es rendiren fins al 1530. Mentrestant, cadascun dels altres regnes maies de l'altiplà havia estat derrotat pels espanyols i per llurs guerrers aliats, tant de Mèxic com dels regnes maies prèviament subjugats. El poble itzá i altres pobles maies de les terres baixes de la conca del Petén establiren contacte amb Hernán Cortés per primer cop el 1525, però el regne itzá era hostil a la invasió dels espanyols i mantingué la seva independència fins al 1697, quan un atac dels espanyols finalment derrotà l'últim regne maia independent, acabant així amb la conquesta de tot el territori.

## Fonts històriques

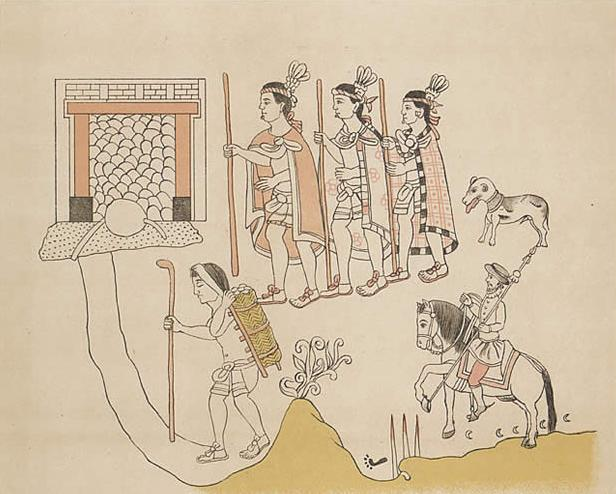
Una pàgina del Llenç de Tlaxcala, mostrant un conqueridor espanyol acompanyat d'aliats tlaxcalteques i un porter nadiu.

## Guatemala abans de la conquesta

Mapa en relleu de Guatemala mostrant les tres principals àrees geogràfiques: les terres baixes del sud, les terres altes i les terres baixes d'El Petén al nord

## Els espanyols

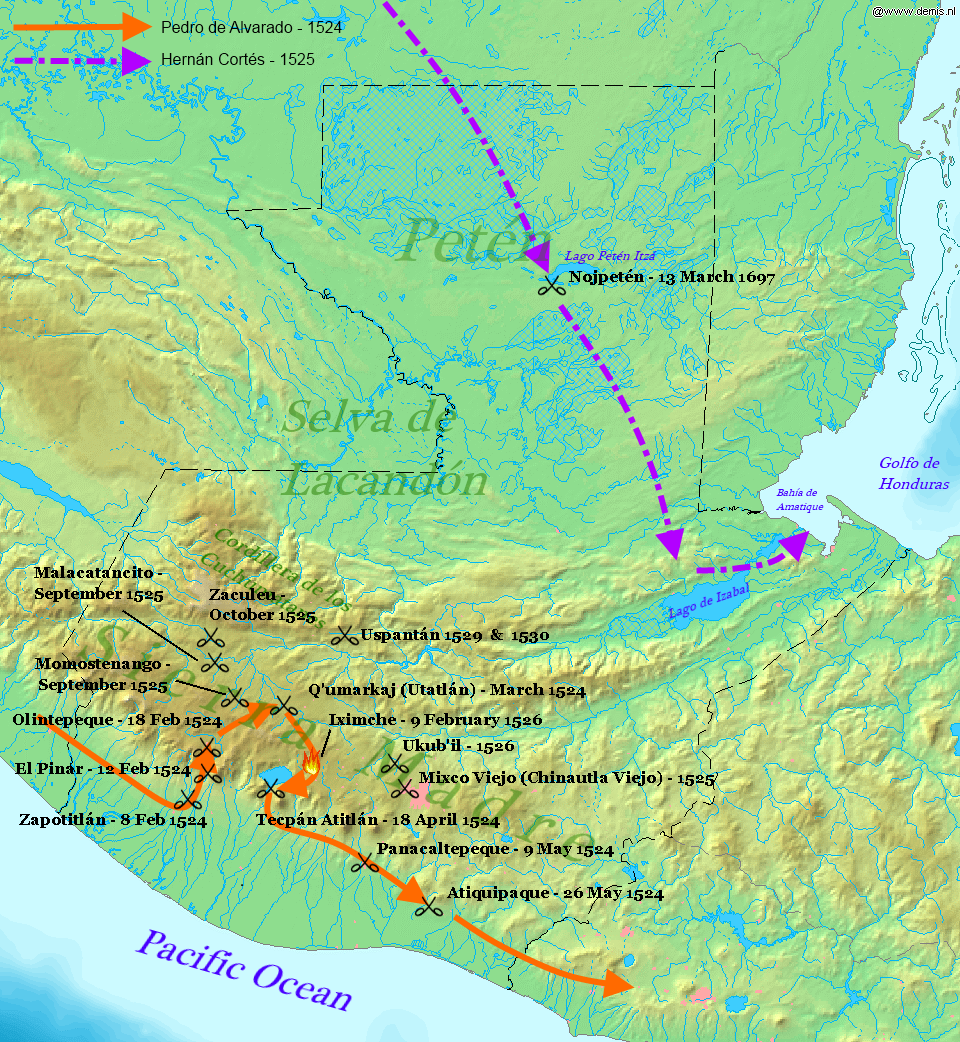
Mapa de les principals expedicions i batalles de la conquesta de Guatemala.

## Conquesta de l'altiplà

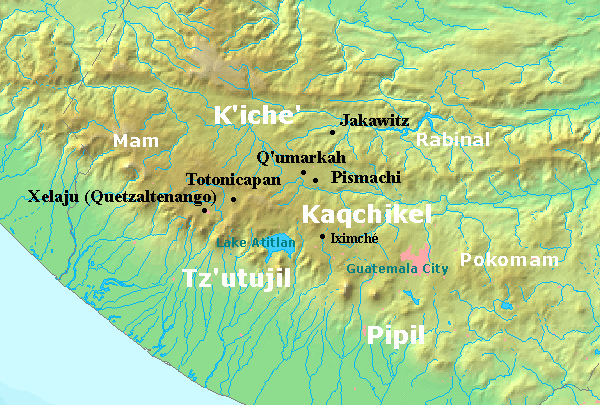
Mapa de l'altiplà de Guatemala abans de la conquesta espanyola.

### Subjugació dels quitxés

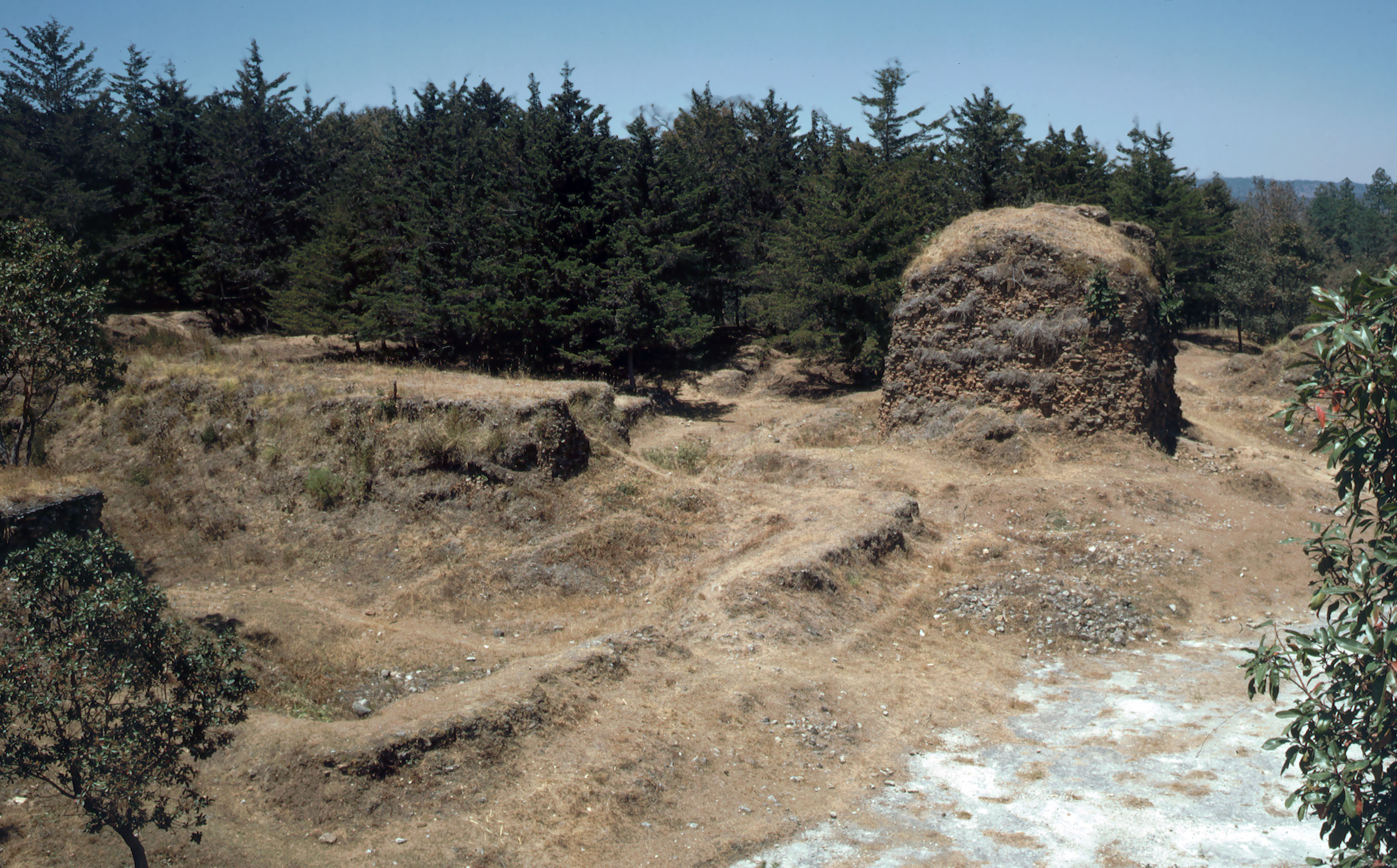
Q'umarkaj era la capital del Regne Quitxé fins que fou cremada pels invasors espanyols